# لوور ۴۵۱۳
سیارک ۴۵۱۳ (به انگلیسی: 4513 Louvre، نامگذاری:1971QW1) چهار هزار و پانصد و سیزدهمین سیارک کشف شده‌است که در ۳۰ اوت ۱۹۷۱ کشف شد.
قدر مطلق سیارک برابر ۱۱٫۶۰ است.